# الرقابة في دول الميناء

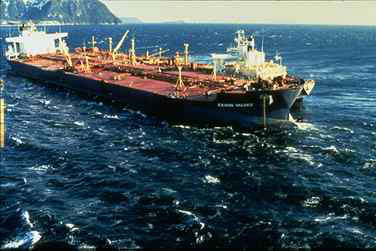

الرقابة في دول الميناء هي نظام تحقيق مسؤول عن تفتيش السفن الأجنبية المُسجلة في الميناء، ما عدا تلك السفن التابعة لدولة العلم، واتخاذ الإجراءات اللازمة بحق السفن غير الملتزمة. يُدعى مفتشو رقابة دولة الميناء بالضباط، وعليهم إجراء تحقيقات للتأكد من أن السفينة تلتزم بشروط الاتفاقيات الدولية، مثل الاتفاقية الدولية لسلامة الحياة في البحر واتفاقية ماربول والاتفاقية الدولية لمعايير التدريب والإجازة والخفارة للملاحين واتفاقية العمل البحري. باستطاعة المفتشين التحقق من أن السفينة مزودة بالطاقم وتعمل وفقاً للقانون الدولي المعمول به، والتأكد من أهلية ربان السفينة والضباط، وحالتها والمعدات المزودة بها.

## تاريخ
في عام 1978، اتفقت مجموعة من الدول الأوروبية في لاهاي على إصدار مذكرة حول تدقيق ظروف العمل على السفن والبواخر، والتأكد من انسجامها مع قوانين منظمة العمل الدولية. بعد غرق ناقلة النفط أموكوكاديس في ذاك العام، اتُفق على تدقيق إجراءات السلامة والتلوث. في عام 1982، وافقت 14 دولة أوروبية على «مذكرة باريس للتفاهم حول رقابة دولة الميناء» من أجل تأسيس رقابة دولة الميناء. اليوم، وقعت 26 دولة أوروبية بالإضافة إلى كندا على تلك المذكرة. جاءت مذكرة باريس رداً على فشل دول العلم تحديداً دول علم الملائمة، والتي فوّضت جمعيّات التصنيف من أجل إجراء عمليات المسح والاستطلاع ومسؤوليات التصديق والتوثيق.
وقّعت عدة دولٍ أخرى مذكرات تفاهم مماثلة لمذكرة باريس، مثل مذكرة تفاهم طوكيو (المحيط الهادي) وأكويردو لاتينو (أمريكا الجنوبية والوسطى) ومذكرة تفاهم الكاريبي ومذكرة تفاهم المتوسط ومذكرة تفاهم المحيط الهندي، ومذكرة أبوجا (غرب ووسط أفريقيا المُطلة على المحيط الأطلسي) ومذكرة البحر الأسود ومذكرة تفاهم الرياض (الخليج الفارسي).

## التحقيق والإجراء
تعمل رقابة دولة الميناء على تفتيش السفن في المرفأ، ويُجري تلك العملية ضابط رقابة العلم. أورد التقرير السنوي، وفقاً لمذكرة تفاهم باريس، وجود 74,713 عيباً خلال عمليات التفتيش التي أجرتها رقابة دولة العلم عام 2007، وأدت تلك العيوب إلى احتجاز 1250 سفينة في ذلك العام. يُعد حجز السفينة آخر خيارٍ يلجأ إليه ضابط رقابة دولة الميناء عندما يعثر على عيوبٍ على متن السفينة.
من الإجراءات التي يستطيع ضابط رقابة دولة الميناء فرضها على السفن المعيبة (بترتيب تصاعدي):
1. العيوب التي يمكن إصلاحها خلال 14 يوماً جراء خلل صغير.
2. وفقاً لظروف معينة، بالإمكان إصلاح العيوب عندما تصل السفينة إلى الميناء التالي ضمن مسار رحلتها.
3. عيوب تحتاج إلى إصلاح قبل أن تغادر السفينة المرفأ.
4. احتجاز السفينة.

## العقوبات
باستطاعة دول المرفأ (إلى جانب الاحتجاز) معاقبة السفن التي تخرق القوانين عن طريق فرض غرامات. وبإمكان رقابة دول المرفأ -في بعض الحالات مثل خرق الحد المسموح به من الكبريت، والمتمثل بنسبة 0.5 بالمئة وفقاً لاتفاقية ماربول- أن تمارس اختصاصها القضائي للتحقيق في مثل تلك الخروقات التي تحدث في المياه الدولية. يرتكز أساس تلك السلطة القضائية الممنوحة لدول المرفأ، والمتمثلة بحجز السفينة أو فرض العقوبات عليها، على أحكام خاصة موجودة ضمن القسم الثاني عشر لاتفاقية الأمم المتحدة لقانون البحار.